# Харуэлл
Харуэлл — деревня и гражданский приход в долине Уайт-Хорс, примерно в 2 милях (3 км) к западу от Дидкота, в 6 милях (10 км) к востоку от Вантидж и в 13 милях (21 км) к югу от Оксфорда. Приход имеет размеры около 3,5 миль (6 км) с севера на юг и почти 2 мили (3 км) с востока на запад в самом широком месте. В 1923 году его площадь составляла 2521 акр (1020 га). Харвелл находится в историческом графстве Беркшир, однако с 1974 года он находится в ведении как часть Оксфордшира.
Приход включает в себя часть бизнес-парка Милтон-Парк на севере и часть научно-инновационного кампуса Харуэлла на юго-западе. На востоке он включает часть нового жилого комплекса Great Western Park, примыкающего к застроенной территории Дидкот. По данным переписи 2011 года, в приходе проживало 2 349 человек. В Хартуэлле находится Центр исследований в области ядерной энергетики Великобритании.

## Топонимика
Самые ранние известные сохранившиеся записи названия Харуэлла содержатся Саксонские хартии X века, которые теперь воспроизводятся в Cartularium Saxonicum. В одном из хартий 956 года упоминается, что соседний холм Горн-Даун называется Харандун, что происходит от древнеанглийского слова «серый холм». В том же уставе поместье упоминается как Haranwylle, что от древнеанглийского означает «ручей, идущий от холма Хорн». Немного более поздняя хартия, датированная 973 годом нашей эры, называет поместье Харавиллем.
В Книге судного дня 1086 года поместье упоминается как Харвелле. Другой источник XI века записывает его как Харуэлл. В одном из документов XIII века он упоминается как Arewell. Другие источники XIII и XIV веков записывают его как Хэруэлл.

## Приходская церковь
Приходская церковь англиканской церкви Святого Матфея может быть датирована XI веком. В 1962 году «Таймс» сообщила, что к западу от башни были найдены стены, указывающие на то, где раньше находился неф. Наслоение кладки «елочкой» предполагает, что вероятна датировка XI веком. Тогда же была найдена оловянная чаша примерно 1200 года
Нынешний неф, расположенный к востоку от башни, был построен примерно в 1200 году. Этот второй неф имеет северный и южный проходы с трехпролетными аркадами. Западная башня, возможно, была начата в то же время, но судя по её английским готическим колокольням, она, возможно, не была закончена до середины XIII века.
Украшенный готический алтарь, построенный раньше XIV века с традиционным восточным окном, состоящим из пяти частей. Лекторий, вероятно, того же периода, но ширма алтаря (хора) и перпендикулярный готический верх позже.
На башне есть набор (кольцо) из восьми колоколов. Джозеф Картер, который был мастером-литейщиком колоколов в Литейной мастерской Уайтчапела, а также держал литейную мастерскую в Рединге, отлил четвёртый колокол в 1590 году и седьмой колокол в 1597.Отлил третий и пятый колокол в 1611 году, шестой и теноровый колокол в 1612 году. Джон Тейлор и компания из Лафборо отлили третий и второй колокола в 1932 году, завершив настоящее кольцо. В церкви Святого Матфея есть также колокол Sanctus, отлитый Робертом Уэллсом (Уилтшир) в XVIII веке.
Термин «колокол Sanctus» традиционно относился к колоколу, подвешенному в колокольне на вершине крыши нефа, над аркой алтаря или подвешенному на церковной башне в средневековых церквях. В этот колокол звонили во время пения Sanctus и снова на возвышении освященных элементов, чтобы указать тем, кто не присутствовал в здании, что момент освящения наступил.
На западном фасаде башни есть часы с одной стрелкой.
В 1975 году к северной стене была пристроена двухэтажная пристройка, в которой сейчас находится приходский кабинет. В 1975 году к северной стене была пристроена двухэтажная пристройка, в которой сейчас находится приходский кабинет. Новый церковный зал был построен в 1994 году. Новый церковный зал был построен в 1994 году.
В приходе Святого Матфея теперь есть настоятель вместе с приходом Всех Святых в Чилтоне.

## Из истории экономики и общественной жизни
В Харуэлле есть два дома XIII века, каждый из которых является памятником архитектуры II*. Коттедж Лайм Три на Хай-стрит был построен около 1250 года и реконструирован около 1300 года. Поперечное крыло было добавлено около 1360 года, а дом получил новый фасад около 1700 года. Коттедж Гейбл и коттедж Тибблтон на Веллсхед-лейн изначально были деревянными. Каркасный дом построен примерно в 1295 году и к нему пристроен новый фасад в XVII веке.
Усадьба Бейлльсов на Мидл Фарм представляет собой холл XIV с деревянным каркасом, а его служебное крыло может быть остатками здания XIII века. В 1589 году в холл XIV века был добавлен верхний этаж, и была применена небольшая отделка. На ферме есть два амбара XIV каждый из которых внесен в список 2-й степени *. Один из них — Вишневый амбар, построенный около 1350 года и имеет хозяйственные постройки XIV и XVII веков. Другой был построен около 1365 года и имеет крестообразный каркас.
Усадьба Бейлльсов на Мидл Фарм представляет собой холл XIV с деревянным каркасом, а его служебное крыло может быть остатками здания XIII века. В 1589 году в зале XIV века был вставлен верхний этаж, и была осуществлена небольшая отделка. На ферме есть два амбара XIV века, каждый из которых внесен в список II * степени. Один из них — Вишневый амбар, построенный примерно в 1350 году и имеющий хозяйственные постройки XV и XVII веков. Другой был построен около 1365 года и имеет крестообразный каркас.
Богадельни Геринга — это ряд кирпичных богаделен, построенных благотворительной организацией, основанной в 1715 году, но сами дома, возможно, не были построены примерно до 1723 года. Богадельни являются памятником архитектуры класса II *.
Отель White Hart на Хай-стрит представляет собой здание в стиле фахверк начала XVII века с пристройками из кирпича начала XVIII и середины XIX века. Сейчас используется как паб и ресторан Hart of Harwell.
Когда-то в Харвелле было пять пабов и пивоварня. Бывшая пивоварня —это здание XVII века на Хай-стрит с солодовней XVIII века и пристройкой XIX века. Теперь это частный дом.
Отель Crown на Хай-стрит был преобразован в дом престарелых, он находился в ведении компании Southern Cross Healthcare и прекратил торговлю в 2012 году. The Checkers, Crispin и The Kicking Donkey были преобразованы в частные дома.
4 апреля 1899 года, беркширский полицейский Джон Чарлтон был убит в драке возле Chequers. Убийцы были арестованы другим офицером, констеблем Томасом Хьюеттом, а затем приговорены судом к 20 годам каторжных работ за непредумышленное убийство.
Магистраль Грейт-Вестерн была проложена через север округа и открыта в 1840 году. Первоначально ближайшей станцией был Стивентон, примерно в 2 милях (3 км) к северо-западу от Харуэлла, который Грейт-Вестерн открыл в 1840 году. В 1844 году GWR открыла Дидкот. ж / д вокзал около 2 1 ⁄ 2 мили (4 км) к северо-востоку от Харуэлла. В 1964 году компания British Railways закрыла станцию Steventon, сделав Didcot (теперь Didcot Parkway) ближайшим к Харуэллу железнодорожным узлом.
До Второй мировой войны Харуэлл, возможно, был известен своими вишнёвыми садами.

## Аэродром и Научно-исследовательский центр по атомной энергетике
Аэродром RAF Harwell (Королевских ВВС) был построен в 1937 году. Он охватывает границы округа между Харуэллом, Чилтон и Ист-Хендред. Аэродром использовался во время Второй мировой войны для запуска авианосных военных планеров для высадки десанта в Нормандии.
В 1946 году аэродром был преобразован в новое Исследовательское учреждение по атомной энергии, главный центр исследований в Великобритании, и стал лабораторией Харвелл. В 1946 году здесь был установлен первый ядерный реактор в Европе, и когда-то здесь было пять ядерных реакторов, все были остановлены. Два из них полностью демонтированы, а три других будут выведены из эксплуатации к 2022 году.
Другие части аэродрома позже использовались другими научными организациями, в том числе лабораторией Резерфорда Эпплтона Совета по науке и технологиям, которая управляет источником нейтронов ISIS и размещает совместное предприятие по синхротрону Diamond Light Source. Часть Исследовательского центра по атомной энергии в настоящее время находится в ведении Research Sites Restoration Limited, которая проводит работы по выводу из эксплуатации от имени Управления по снятию с эксплуатации ядерных объектов. Бывший аэродром в настоящее время является научно-инновационным кампусом Харвелла и управляется австралийской группой по недвижимости Goodman.

## Отдых
Действующий паб Харуэлла, The Hart of Harwell, находится на пересечении Хай-стрит и Берр-стрит.
В селе есть два магазина: мясной, газетный киоск и без лицензии.
В деревне есть клубы и общества, включая Harwellian Club, отряд скаутов, теннисный клуб, садоводческое общество, Harwell Feast Committee, клуб Харвелла по регби (Harwell Rugby Club), футбольные клубы и другие.
Праздник Харуэлла — это праздник, который ежегодно проводится в понедельник в конце мая как официальный выходной. Празднование включает в себя парад по деревне украшенных платформ и людей. На площадке для отдыха есть киоски для сбора пожертвований и демонстрации, в том числе экспонаты с изображением овчарок и исторические автомобили. На застолье жарят либо говядину, либо свинину.

## Известные люди
- Кристофер Элдерфилд (1607-52), Кэролайн Дивайн и автор
- Клаус Фукс (1911-88), ученый-ядерщик, сотрудничал с советской разведкой[13]
- Эрик Стэнли Гринвуд (1906—1979), летчик-испытатель, первый человек, когда-либо превысивший 600 миль в час (970 км/ч) в горизонтальном полёте.
- Джон Хэруэлл, епископ Бата и Уэллса, 1366—1386 гг.